# Alphonsea sclerocarpa
Alphonsea sclerocarpa là loài thực vật có hoa thuộc họ Na. Loài này được Thwaites mô tả khoa học đầu tiên năm 1858.